# 1. FSV Mainz 05
1. Fußball- und Sportverein Mainz 05 e. V., običajno skrajšan v 1. FSV Mainz 05, Mainz 05 ali preprosto Mainz, je nemški nogometni klub, ustanovljen leta 1905 v Mainzu. Mainz igra v prvi Bundesligi zaporedoma že 7 let. Njegova mestna rivala sta 1. FC Kaiserslautern in Eintracht Frankfurt. Poleg nogometne divizije, ima Mainz tudi rokometni in namiznoteniški oddelek. Njegov stadion je Coface Arena, ki sprejme do 26.600 gledalcev.